# يوهان بوير
يوهان بوير (بالنرويجية: Johan Bojer) روائي وكاتب مسرحي نرويجي (1872 – 1959) برع في التصوير الحياة النرويجية المعاصرة كما ركّز في كتاباته على حياة الفلاحين والصيادين النرويجيين، وحاول نقل حياتهم بدقة في كتاباته وباللغة النرويجية، كما يظهر في مؤلفاته «قوة الكذبة» 1903 و«الجوع العظيم» 1916 و«أخر الفيكنج» 1921.

## روابط خارجية
- يوهان بوير على موقع IMDb (الإنجليزية)
- يوهان بوير على موقع الموسوعة البريطانية (الإنجليزية)
- يوهان بوير على موقع مونزينجر (الألمانية)
- يوهان بوير على موقع أوليمبيديا (الإنجليزية)